# Big Four (Banken)
Der Ausdruck Big Four (englisch für „die großen Vier“) bezeichnet in zahlreichen Ländern die vier größten Banken.

## International
International bezeichnet der Ausdruck Big Four Banks traditionell folgende Zentralbanken:
- Federal Reserve,  Vereinigte Staaten
- Europäische Zentralbank,  Europäische Union
- Bank of Japan,  Japan
- Bank of England,  Vereinigtes Königreich

## Vereinigtes Königreich
Big Four bezeichnete bis 2001 die vier großen britischen Depositionsbanken in London. Diese waren die Lloyds Bank (heute Lloyds Banking Group), die NatWest (heute Teil der Royal Bank of Scotland RBS), die Barclays Bank und die Midland Bank (heute Teil der HSBC).
Nach der Fusion 2001 zwischen Halifax und Bank of Scotland zur HBOS wurde aus den Big Four zwischenzeitlich die Big Five. Der Ausdruck Big Five wurde bis zum Zusammenschluss der National Provincial Bank mit der Westminster Bank 1968 schon einmal verwendet. 
Im Zuge der globalen Kreditkrise geriet HBOS in eine schwerwiegende finanzielle Krise, aus der sich die Bank nicht mehr aus eigener Kraft befreien konnte. In einer vorbereiteten Rettungsaktion wurde HBOS schließlich am 18. September 2008 durch Lloyds TSB übernommen, womit faktisch der Ausdruck Big Five wieder durch Big Four abgelöst wurde. 
Die vier größten britischen Banken sind nun HSBC, Royal Bank of Scotland RBS, Barclays Bank und Lloyds Banking Group.

## China
In China werden zurzeit folgende Banken als Big Four banks bezeichnet:
- Bank of China
- China Construction Bank
- Industrial and Commercial Bank of China
- Agricultural Bank of China

## Australien
In Australien werden unter Big Four banks folgende Banken zusammengefasst:
- National Australia Bank
- Commonwealth Bank
- Westpac
- Australia and New Zealand Banking Group

Der Erhalt dieser Struktur ist unter dem Begriff four pillars policy Ziel der Regierung.

## Südafrika
Südafrikas Big Four banks sind
- First National Bank
- Absa Group
- Standard Bank
- Nedbank

## Schweden
Auch Schweden hat seine Big Four banks, diese sind:
- Swedbank
- Nordea
- Skandinaviska Enskilda Banken (SEB)
- Svenska Handelsbanken